# Mihály Szentmártoni
Mihály Szentmártoni (Novi Sad, 1945.) isusovački redovnik i psiholog.

## Životopis
Rođen je 1945. u Novom Sadu. Godine 1962. stupio je u Družbu Isusovu u Zagrebu. Tamo završava studij filozofije, teologije i psihologije. U Rimu je specijalizirao kliničku psihologiju te je doktorira tezom „Moral Judgment and Depression”.
Od 1981. do 1991. radio je u Zagrebu kao profesor i voditelj Obiteljskog centra. Od 1991. godine živi i radi u Rimu. Bio je redoviti profesor pastoralne psihologije na Papinskom sveučilištu Gregoriana te predstojnik Instituta za duhovnost navedenog sveučilišta. Također, radio je i kao teološki savjetnik Kongregacije za proglašenje svetaca te duhovnik Hrvatskog zavoda sv. Jeronima.
Objavio je više knjiga na mađarskom i talijanskom jeziku. Na hrvatskom jeziku je napisao:
- Svijet mladih (1988.),
- Psihologija duhovnog života (1990.),
- Božja moreplovka (1995.),
- U potrazi za puninom (1996.),
- Naći sebe tražeći Boga (2004.).

### Mrežna sjedišta
- Mihály Szentmártoni. Pristupljeno 12. rujna 2023.